# Agapetes subansirica
Agapetes subansirica är en ljungväxtart som beskrevs av Gaur Das Pal och K. Thothathri. Agapetes subansirica ingår i släktet Agapetes och familjen ljungväxter. Inga underarter finns listade i Catalogue of Life.